# El Regàs (Arbúcies)
El Regàs és una masia d'Arbúcies (Selva) inclosa a l'Inventari del Patrimoni Arquitectònic de Catalunya.

## Descripció
El Regàs és un conjunt d'edificacions format per l'antiga masoveria, la casa principal, el molí i una sèrie de dependències annexes. L'origen cal cercar-lo en el Mas Torre del segle xii, que encara és visible al costat de la masoveria. Aquesta conserva un pilar amb data del segle xviii, un gran portal adovellat i una bonica eixida o terrassa al primer pis. La part més moderna de la casa s'adosà a aquest cos principal, format de tres plantes i vessants a façana.
De la façana principal actual, cal destacar el balcó del primer pis, amb les obertures emmarcades amb pedra; la finestra conopial molt treballada i decorada (fora del seu emplaçament original), situada al segon pis a la dreta i les escales d'accés sota unes arcades amb arc de mig punt, de nova construcció. A la part esquerra de la façana, i al primer pis, hi ha un porxo amb una balconada sostentat per columnes. Es fa difícil la descripció de tot el conjunt perquè hi ha diverses fases de reconstrucció que han canviat la seva fesomia original. Per la part de darrere, la casa s'uneix amb l'antiga masoveria, que actualment és un altre habitatge.
L'interior del cos principal manté l'estructura d'una nau central que fa de sala distribuidor cap a les dependències laterals a través de portes amb llinda de pedra, una de les quals té la inscripció de 1715 amb una roda de molí que és símbol de la família del Regàs. Els sostres també conserven les bigues de fusta. A l'interior hi ha una capella dedicada a la Mare de Déu del Roser.

## Història
El regadiu o sistema de reg va donar el nom al mas Regàs de Lliors. El Regàs es documenta per primera vegada al 1286. En la documentació de la Pabordia de Gener del bisbat de Vic, entre els anys 1344 i 1370 trobem una sèrie de definicions de servitud als membres de la família Regàs. El mas Regàs apareix sota domini de dita Pabordia. Ens apareix en el Fogatge de la Batllia de n'Orri de 1497.
En la presa de possessió dels vescomtats de Cabrera i de Bas de l'any 1527 per l'almirall Federique Henríquez ens apareix Miquel Regàs de Lliors.
Els Regàs al llarg dels segles xvi i xvii acumularen a les seves mans grans extensions de terres, d'entre les quals destaquen les propietats dels emprius de les Agudes i Santa Fe. Al segle xvi adquiriren la batllia de n'Orri, també anomenada d'Arbúcies i esdevingueren una de les famílies de l'oligarquia local més important de l'època de l'Antic Règim a la vall d'Arbúcies.
Documentat en el Cadastre de 1743 i de 1800, també apareix en el llistat de les cases de pagès elaborat pel rector al 1826. Es documenta també en el mapa del Montseny de Juli Serra de l'any 1890. Al padró de 1883 hi trobem tres famílies, la del moliner de dos membres, la dels amos amb sis i la dels masovers amb deu. En el padró de 1940 hi apareixen quatre famílies, la dels moliners de quatre persones, la dels amos de quatre, la dels masovers de sis i la del xòfer de tres persones.
En l'amillarament de 1935 Ramon Regàs Ferrer declara els límits del mas: a orient amb terres del mas Reig, Pau Torrent, Mas vidal, Mas Santaobina, Mas Boixaus, Mas Cortina, Mas Canals del Vidal, i Segimon Pons, a migdia amb la divisió del Montseny i part amb la divisió de Fogars de Montclús, part amb una peça del mas Vidal, mas Xiquet i mas Pau Torrent, a ponent amb honors del mas Crous i amb aquest mateix propietari en el terme de Fogars de montclús i a nord amb terrenys de mas Pla d'úfol, Hostal de la Teia, mas Pla i mas Cortina.